# Square Beaujon
Square Beaujon är en återvändsgata i Quartier du Faubourg-du-Roule i Paris åttonde arrondissement. Gatan är uppkallad efter den franske bankiren Nicolas Beaujon (1718–1786). Square Beaujon börjar vid Boulevard Haussmann 150.

## Omgivningar
- Saint-Philippe-du-Roule
- Saint-Augustin
- Rue Paul-Cézanne
- Place de Narvik
- Place du Pérou

## Bilder
| - Gatuskylt. |

| - Saint-Philippe-du-Roule. - Saint-Augustin. - Rue Paul-Cézanne. |

## Kommunikationer
- Tunnelbana – linjerna   – Miromesnil
- Busshållplats Haussmann – Miromesnil – Paris bussnät
- Busshållplats Haussmann – Courcelles – Paris bussnät

### Webbkällor
- ”Square Beaujon”. Mairie de Paris. https://web.archive.org/web/20190905053135/http://www.v2asp.paris.fr/commun/v2asp/v2/nomenclature_voies/Voieactu/0775.nom.htm. Läst 19 november 2023.
- ”Square Beaujon (8ème arrondissement)”. Les rues de Paris. https://web.archive.org/web/20160409060127/http://www.parisrues.com/rues08/paris-08-square-beaujon.html. Läst 19 november 2023.